# Shankargarh
Shankangarh es un pueblo y nagar Panchayat situado en el distrito de Prayagraj en el estado de Uttar Pradesh (India). Su población es de 17785 habitantes (2011). 

## Demografía
Según el  censo de 2011 la población de Shankargarh era de 17785 habitantes, de los cuales 9343 eran hombres y 8442 eran mujeres. Shankargarh tiene una tasa media de alfabetización del 64,3%, superior a la media nacional del 59,5%: la alfabetización masculina es del 69,8%, y la alfabetización femenina del 58,3%.